# Tizoc: Amor indio
Tizoc: Amor indio, també coneguda com a Tizoc o El Indio Tizoc, és una pel·lícula mexicana protagonitzada per Pedro Infante i María Félix el 1956, escrita per Manuel R. Ojeda i Carlos Orellana i dirigida per Ismael Rodríguez.
La cinta va ser filmada en Pathécolor i Cinemascope per Alex Phillips i forma part del període final de la Època d'Or del cinema mexicà, que abasta de 1935 a 1958.

## Sinopsi
La pel·lícula conta la tràgica història d'amor entre l'indi Tizoc, habitant de la serra de l'estat d'Oaxaca i María (María Félix), una dona criolla provinent de la ciutat, aparentment arrogant i orgullosa que en conèixer a Tizoc aprèn a apreciar la seva senzilla saviesa i el seu bon cor. Tizoc la confon amb la Mare de Déu. Lluita contra la societat i els prejudicis. Pensa que es casarà amb ell quan li doni el mocador...

## Repartiment
- María Félix … “María Eugenia”
- Pedro Infante … “Tizoc”
- Andrés Soler … “Fray Bernardo”
- Carlos Orellana … “Don Pancho García” (padrí de Tizoc)
- Miguel Arenas … “Don Enrique del Olmo” (pare de María)
- Manuel Arvide … “Cosijope” (pare de Nicuil i Machinza)
- Guillermo Bravo Sosa … (Bruixot)
- Polo Ramos

## Premis i nominacions
Va participar en el 7è Festival Internacional de Cinema de Berlín, on Pedro Infante va guanyar l'Ós de Plata a la millor interpretació masculina. La pel·lícula també va guanyar el Globus d'Or a la millor pel·lícula de parla no anglesa als 15è Premis Globus d'Or. Va ser l'última pel·lícula rodada per Pedro Infante abans de la seva mort en un accident d'avió el 1957.